# Angul
Angul är en ort i Indien.   Den ligger i distriktet Angul District och delstaten Odisha, i den östra delen av landet, 1 200 km sydost om huvudstaden New Delhi. Angul ligger 126 meter över havet och antalet invånare är 44 386.
Terrängen runt Angul är platt. Runt Angul är det tätbefolkat, med 297 invånare per kvadratkilometer. Angul är det största samhället i trakten. Omgivningarna runt Angul är en mosaik av jordbruksmark och naturlig växtlighet.